# Costa de la Mina
La Costa de la Mina és una costa del poble de Sant Ponç al municipi de Clariana de Cardener (Solsonès). Està situada a llevant de la presa del pantà de Sant Ponç, a la riba esquerra del Cardener, per damunt de la masia de Cogul.